# Dwór w Bukownie
Dwór w Bukownie – zabytkowy dwór w Bukownie w powiecie częstochowskim. Zespół dworski wpisano do rejestru zabytków woj. śląskiego pod nr 533/90 z datą z 21 września 1990 roku.

## Opis
Dwór wzniesiono na początku XX wieku, obok znajdują się zabudowania gospodarcze. Obecnie jest własnością prywatną.

## Przypisy

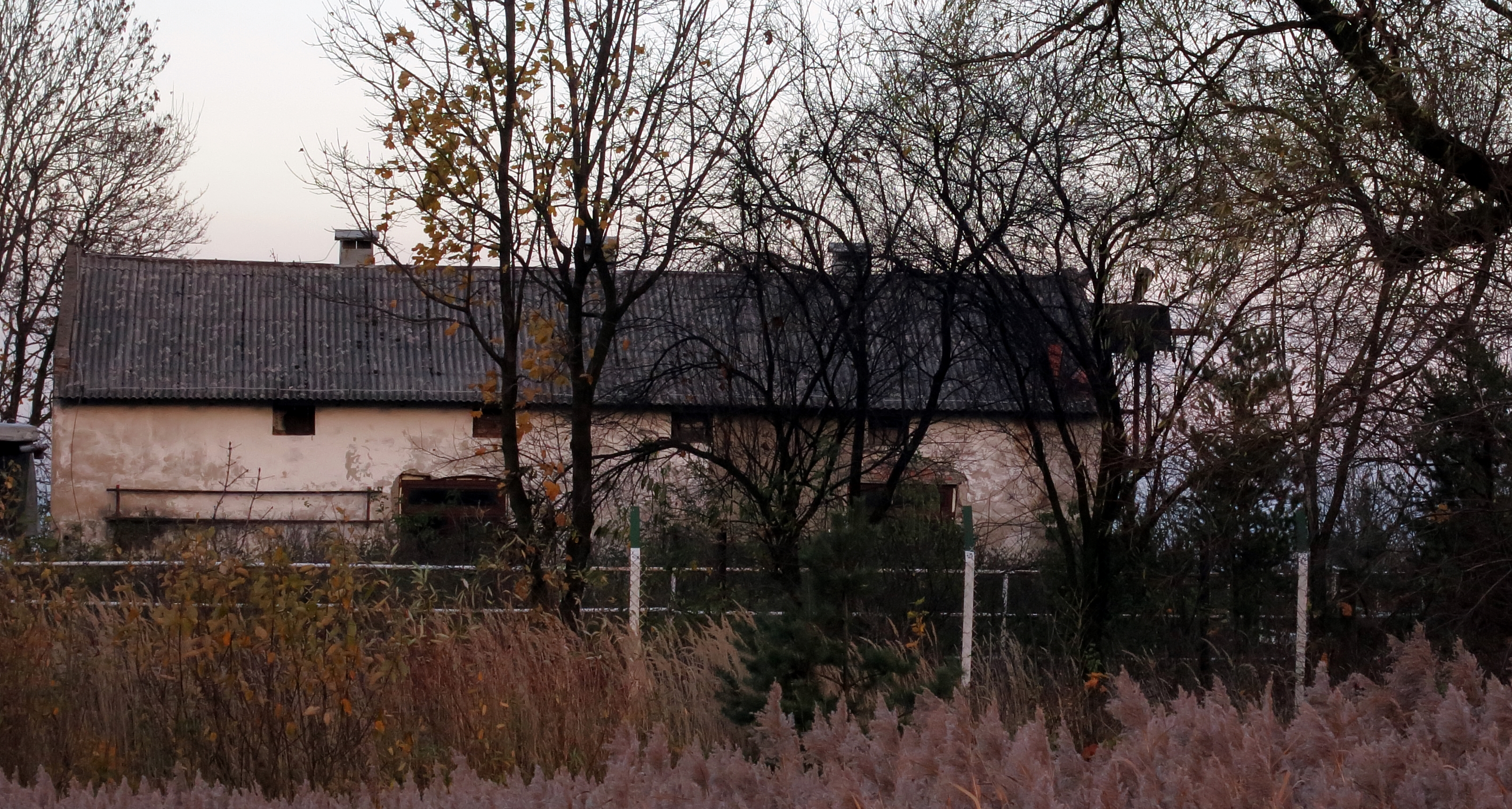
Budynek gospodarczy